# NGC 2975
NGC 2975 é uma galáxia elíptica (E-S0) localizada na direcção da constelação de Hydra. Possui uma declinação de -16° 40' 26" e uma ascensão recta de 9 horas, 41 minutos e 16,0 segundos.
A galáxia NGC 2975 foi descoberta em 1886 por Ormond Stone.